# Еллерау
Еллерау (нім. Ellerau) — громада в Німеччині, розташована в землі Шлезвіг-Гольштейн. Входить до складу району Зегеберг.
Площа — 7,09 км2. Населення становить 6299 ос. (станом на 31 грудня 2020).